# Muş
Muş este un oraș din Turcia.